# Moggridgea verruculata
Moggridgea verruculata är en spindelart som beskrevs av Griswold 1987. Moggridgea verruculata ingår i släktet Moggridgea och familjen Migidae.
Artens utbredningsområde är Kongo. Inga underarter finns listade i Catalogue of Life.